# Пентапалладийбарий
Пентапалладийбарий — бинарное неорганическое соединение
палладия и бария
с формулой BaPd5,
кристаллы.

## Получение
- Сплавление стехиометрических количеств чистых веществ:

{\displaystyle {\mathsf {5Pd+Ba\ {\xrightarrow {1260^{o}C}}\ BaPd_{5}}}}

## Физические свойства
Пентапалладийбарий образует кристаллы
гексагональной сингонии,
пространственная группа P 6/mmm,
параметры ячейки a = 0,5541 нм, c = 0,4332 нм, Z = 1,
структура типа пентамедькальция CaCu5
.
Соединение конгруэнтно плавится при температуре 1620°С
или образуется по перитектической реакции при температуре 1260 °C.

## Применение
- Используется как компонент катодов в магнетронах[4].